# 天津商業
天津商业是天津经济发展的重要行业。历史上，天津是全国重要的商业城市。

## 历史

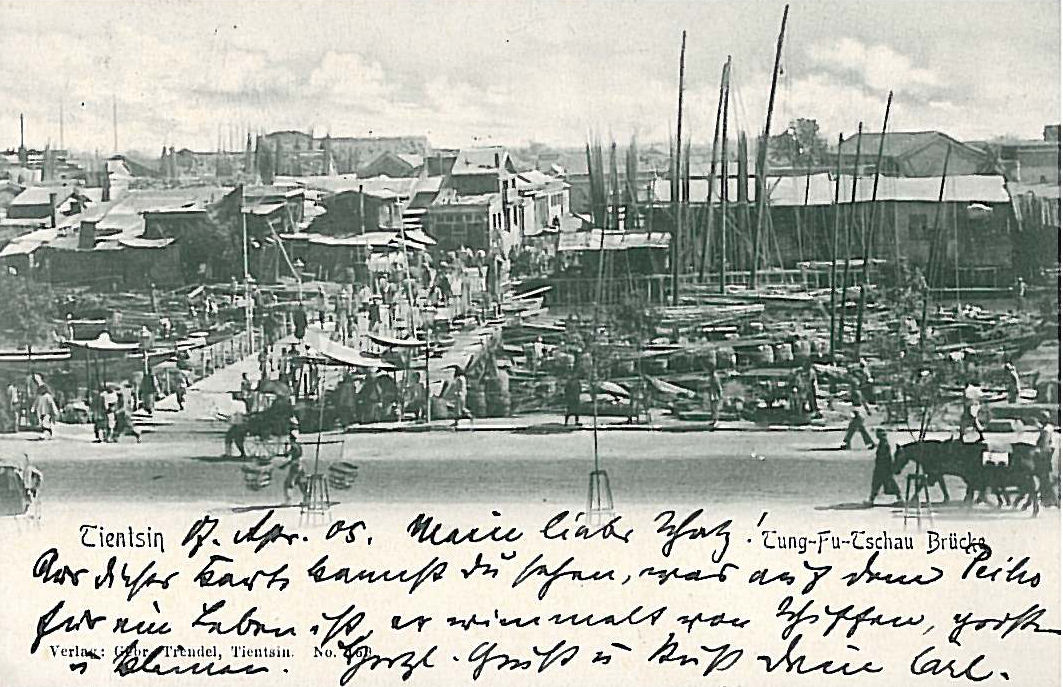
天津早期的河运商业区

历史上，天津的商业也起于水上运输。大业四年(608年)，隋炀帝为东征高丽，命令开凿永济渠，贯通南北的大运河把黄河、淮河、长江等水系连成一片，使得地处运河北端、兼有河海航运之便的天津地区的商業地位更趋重要。明朝时期，天津坐拥的“南粮北运”的繁重任务也更加和得天独厚的盐业生产条件。河漕、海运和芦盐之利推动了整个天津商业的发展，天津最早的商业区也由此应运而生。天津最早的集市和商业区出现于明宣德年间，到弘治年间，天津已成为中国北方的商品集散地。天津商业沿河发展的局面一直持续到了清代。商业行会集中的估衣街等都集中在沿河西岸。到了清康熙年间，执行多年的海禁被取消，天津商业重新回到了“河海并重”的局面，天津商业也迎来了一个空前繁荣的时代。
民国时期，天津成为北方的商业中心，劝业场，中原百货都是当时著名的商业会场。目前，天津商业区主要集中在南京路商业街、滨江道商业街、和平路商业街和小白楼商业街。

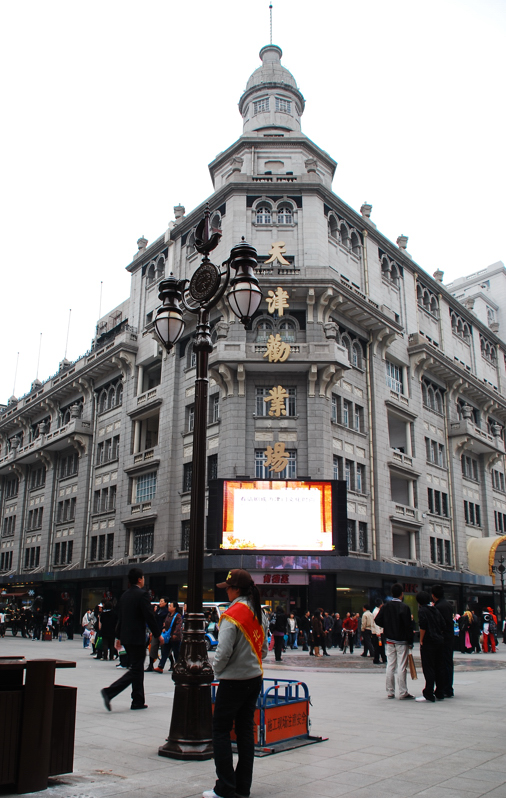
劝业场

### 天津八大家
天津历史上有“八大家”之称，从明朝初年到清代中叶，随着天津商业的不断发展，以“八大家”为代表的天津粮商和盐商积累了大量财富。

## 現代
目前，天津市区的商业区主要集中在南京路、滨江道商业街、和平路商业街、小白楼商业街和西南角商圈。而滨海新区的商业区主要集中在解放路商业街。此外，特色商品市场有大胡同、洋货市场。
天津市的特色商业街有：
- 以传统文化为特色的估衣街、古文化街、鼓楼商业街、沈阳道古物街等。
- 以饮食文化为特色的南市食品街、辽宁路小吃街、中山路中山食街、北塘海鲜街、天津滨海新区海鲜美食街等。
- 以电子科技为特色的鞍山西道科贸街等。
- 以音乐为特色的八纬路天津音乐街等。
- 其他特色商业街还有：南市旅馆街、新意街、友谊路酒吧街、1902欧式风情街等。